# テクノBARドフロアー
テクノBAR®️ドフロアー (TechnoBar dfloor)は、大阪市北区にあるバーである。

## 概要
テクノの再燃を仕掛ける大阪梅田の音楽BARである。2015年5月5日5時55分に開業し、55種類のジンとカクテルをメニューとして用意するなど、「5」の数字にこだわっている。客席数は11。
アンプはマッキントッシュ真空管プリアンプc220、スピーカーはドイツアダム製パワードスピーカー「S4A」、シンセサイザーはローランド・TB-303を採用している。また客席ごとにカウンター内蔵スピーカーが設置されている。